# Noalda
Noalda is een geslacht van weekdieren uit de klasse van de Gastropoda (slakken).

## Soorten
- Noalda exigua (Hedley, 1912)